# تادامی، فوکوشیما
تادامی، فوکوشیما (به لاتین: Tadami, Fukushima) یک منطقهٔ مسکونی در ژاپن است که در استان فوکوشیما واقع شده‌است. تادامی ۷۴۷٫۵۴ کیلومتر مربع مساحت و ۴٬۵۵۹ نفر جمعیت دارد.